# Jeszenszky Géza (külügyminiszter)
Jeszenszky Géza (Budapest, 1941. november 10. –) magyar történész, egyetemi oktató, politikus, diplomata. 1990–1993 között az Antall-kormány, majd 1993-1994 között a Boross-kormány külügyminisztere, 1998–2002 között Magyarország washingtoni, majd 2011–2014 között norvégiai és izlandi nagykövete.

## Származása, családja
A Turóc vármegyei Jeszenből származó nagyjeszeni Jeszenszky család köznemesi ágának a sarja. Édesapja, a nagyszentmiklósi születésű nagyjeszeni dr. Jeszenszky Zoltán (1895–1986) a budapesti tudományegyetem jog- és államtudományi karán végzett, az 1930-as években a Magyar Általános Hitelbanknál volt cégvezető, majd 1940-től 1947-ig igazgató. Ezután számos, nem végzettségének megfelelő munkahelyen dolgozott, végül hetvenéves korában a Magyar Beruházási Bank revizoraként vonult nyugdíjba. Apai nagyszülei nagyjeszeni dr. Jeszenszky Géza (1867–1927) ügyvéd, politikus és Puchly Jolán (1870–1956), Puchly Jánosnak (1808–1872), az 1848–49-es forradalom és szabadságharc honvédezredesének a leánya. Dédatyját mint a császári hadsereg egykori tisztjét 1849-ben 15 év várfogságra ítélték. A másik apai dédapja nagyjeszeni Jeszenszky Nándor (1830–1916) nagyszentmiklósi evangélikus lelkész, akinek felesége Koós Ida (1836–1914) volt.
Édesanyja, Miskolczy Simon Pálma (1910) tanítóképzőt és Zeneakadémiát végzett, 1949-től 1975-ig sportiskolákban, majd a Testnevelési Főiskolán volt zongorakísérő. Anyai nagyapja, Miskolczy Simon János Miskolc város al-, majd Nógrád vármegye főlevéltárosa volt, 1914-ben Lemberg mellett elesett az első világháborúban. Nagyanyja, Kovács Sarolta zenetanárnő és zongoraművész volt.
Testvére, Nyisztor Sándorné nagyjeszeni Jeszenszky Judith (1934), Géza apjának az első házasságából született bátorkeszi Kobek Erzsébettől (1903–1987), bátorkeszi Kobek Kornél (1874–1933), Esztergom vármegye főispánja, államtitkár, országgyűlési képviselő, bátorkeszi földbirtokos, és boronkai Boronkay Elvira (1879-?) asszony lányától. Judith 1945-ben nevelőapjával dr. Kristóffy Lászlóval és édesanyjával távozott az országból. Egyetemet végzett, filozófiatanár, Venezuelában él és Magyarország tiszteletbeli konzulja volt.

## Tanulmányai

A fiatal Jeszenszky (jobb szélen) a Toldy diákjaként egy osztálykiránduláson. Középen az osztályfőnök Antall József

Általános és középiskolai tanulmányait Budapesten végezte, 1959-ben érettségizett a Toldy Ferenc Gimnáziumban. Osztályfőnöke és történelemtanára Antall József volt. Két évre az egész osztályát eltiltották az egyetemi felvételitől, mivel az 1956-os forradalom első évfordulóján „néma tüntetést”, azaz csöndes megemlékezést tartottak az iskolában.
1959–60-ban segédmunkás volt a Vitukinál, majd a Pénzjegynyomdában. Közben nyelveket tanult. 1961-től az Eötvös Loránd Tudományegyetem Bölcsészettudományi Karának hallgatója, ahol 1966-ban kitüntetéses történelem–angol szakos tanári oklevelet szerzett.
1966–1968 között a Fehérvári úti iskola tanára. 1968–1976 között az Országos Széchényi Könyvtár tudományos munkatársa. 1970-ben egyetemi doktori címet szerzett. 1971–1973 között az ELTE BTK-n levelező tagozaton elvégezte a könyvtár kiegészítő szakot. Kutatási területe a XIX–XX. századi magyar és egyetemes történelem. Tanulmányokat és könyveket írt. 1976-tól a Marx Károly (1990-től Budapesti) Közgazdaságtudományi Egyetem Nemzetközi Kapcsolatok Tanszékén különféle külpolitika-történeti tantárgyakat tanít, előbb adjunktusi, majd docensi beosztásban. 1980-ban elnyerte a történettudományok kandidátusa címet. 1984–1986 között Fulbright-ösztöndíjasként Santa Barbarában, a Kaliforniai Egyetemen Kelet- és Közép-Európa történetét tanította. Egy szemeszteren át a Los Angeles-i UCLA-n is vendégtanár volt. 1989–1990 között az MKKE Társadalomtudományi Karának a dékánja volt.

## Politikai pályafutása
Politikai meggyőződésének kialakulásában nagy szerepet játszott az 1956-os magyar forradalom. Az eseményekben fegyvertelenül vett részt. Gimnáziumi évei alatt Antall József volt az osztályfőnöke. Tanárként, történészként és értelmiségiként is szemben állt a marxista ideológiát hirdető rendszerrel, álneveken illegálisan terjesztett kiadványokba is írt.
Ott volt az 1987-es első lakiteleki találkozón, majd 1988 szeptemberében a Magyar Demokrata Fórum alapító tagja lett. Az első országos választmány tagjává választották. 1989–1990 között az MDF külügyi bizottságának a vezetője. 1990-ben az országos elnökség tagjává választották.
1990–1994 között a Magyar Köztársaság külügyminisztere volt. A rendszerváltozás utáni első demokratikusan megválasztott kormány tagjaként jelentős szerepe volt a teljes függetlenségét visszanyert ország külkapcsolatainak az átalakításában, a Varsói Szerződés felszámolásában, a közép-európai országok közötti szorosabb politikai és gazdasági együttműködés megteremtésében. 1994-ben ő nyújtotta be Magyarország felvételi kérelmét az Európai Uniónak. Minisztersége alatt is folytatta oktatói munkáját a Budapesti Corvinus Egyetemen.
Az 1994. évi országgyűlési választásokon az MDF országos listájának 12. helyéről képviselői mandátumot szerzett. A külügyi állandó bizottság munkájában vett részt. Az Interparlamentáris Unió magyar csoportja magyar–lengyel és magyar–USA baráti tagozatának a tagja volt. Az Európa Tanács Parlamenti Közgyűlésének munkájában teljes jogú tagként részt vevő magyar delegáció helyettes vezetője, az európai nem tagországok bizottság tagja, a politikai ügyek, a jogi és emberi jogi, valamint a menekültügyi bizottságok helyettes tagja, Moldova felvételének rapportőre volt. Megválasztották a közgyűlés demokrata frakciója alelnökévé is. Szintén tagja volt a Nyugat-európai Unió Közgyűlésébe megfigyelői státusszal delegált magyar küldöttségnek. 1995–1998 között a Magyar Atlanti Tanács elnöke volt. Ebben a minőségében erőteljesen kivette részét a NATO népszavazási kampányból.
1996-ban, az MDF X. országos gyűlése után kilépett a pártból. A Magyar Demokrata Néppárt alapító tagja, az új párt frakciójában folytatta parlamenti munkáját, továbbra is a külügyi állandó bizottságban dolgozott. Frakcióvezető-helyettessé, majd az I. országos gyűlésen az MDNP elnökségi tagjává választották.
1998–2002 között az Orbán-kormány washingtoni nagykövete volt. Hazatérve folytatta egyetemi oktatói munkáját. Emellett meghívásos kurzusokat tartott Kolozsvárott a Babeș–Bolyai Tudományegyetemen, Varsóban a College of Europe posztgraduális képzésén, és a Washington állambeli Pacific Lutheran Universityn. 2006-ban habilitált doktori fokozatot szerzett a Budapesti Corvinus Egyetemen, ahol ennek alapján egyetemi magántanári címet ítéltek meg neki.
Számos hazai és külföldi szakmai tudományos egyesület tagja. Több száz tanulmánya, illetve cikke jelent meg nemzetközi és hazai folyóiratokban, heti és napilapokban. Három önálló kötet szerzője, több tucat könyv társszerzője, illetve szerkesztője. 1988-ban alapító tagja volt a Rákóczi Szövetségnek. 2007 óta elnökségi tagja is. Hasonló funkciót tölt be a Magyar-Horvát Baráti Körben és az Antall József Emlékbizottság és Baráti Társaságban.

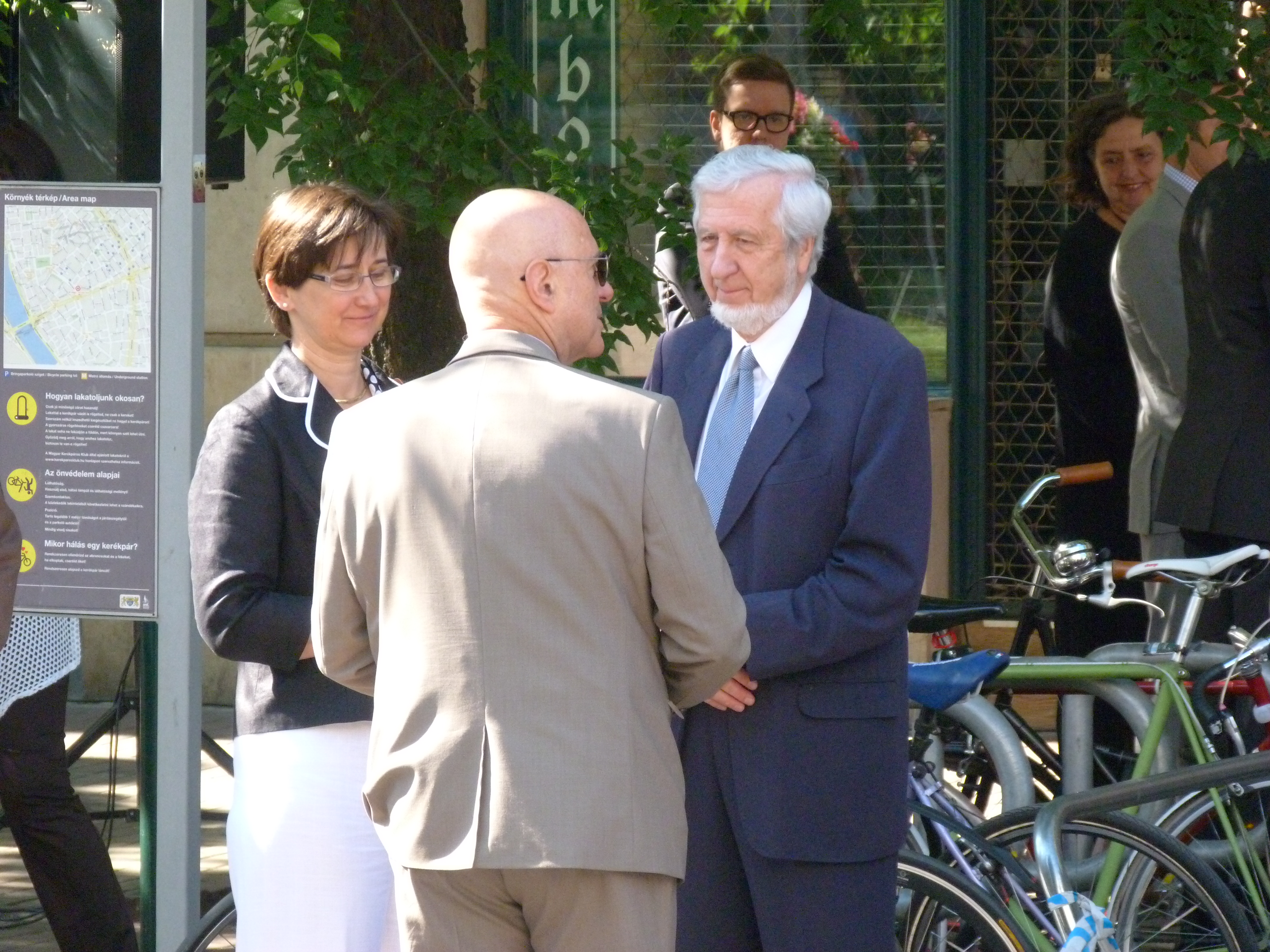
Ilan Mor izraeli nagykövettel, Koszorús Ferenc emléktáblájának koszorúzásán – Budapest, 2014. július 4.

A hazai politikai életet érdeklődéssel, de kritikus szemmel követi. Egyik pártnak sem tagja. Történelmi esszéi és politikai publicisztikai írásai a Magyar Szemlében és más folyóiratokban, valamint a napilapokban jelennek meg. Készülő emlékirataiban külön kötetben tárgyalja kül- illetve belpolitikai működését és tapasztalatait.
2010-ben megkapta a Lánchíd-díjat, melyet olyan személyek kaphatnak, akik kiemelkedő teljesítményt nyújtottak Magyarország külpolitikai érdekeinek érvényesítésében, a magyar diplomáciai és konzuli szolgálat működésének fejlesztésében, az euroatlanti integráció elmélyítésében, illetve az ország kétoldalú kapcsolatainak fejlesztésében.
2011 júliusában kinevezték Magyarország norvégiai és izlandi nagykövetévé. 2012-ben egy nyolc évvel azelőtti angol nyelvű egyetemi jegyzetében a romákra tett utalása miatt bírálták Norvégiában, ahol a nemzetközi Wallenberg-szimpóziumra szóló meghívóját visszavonták. 2014. október végével – elsősorban a Norvég Alappal szemben foganatosított magyar kormányzati intézkedések miatt – lemondott nagyköveti megbízatásáról.

## Magánélete
Jeszenszky Géza 1967 óta nős. Felesége, Héjj Edit (Antall József nővérének a lánya) matematika–fizika szakos tanárnő, számítástechnikai rendszerszervező, az Országos Széchényi Könyvtár informatikai munkatársa. Gyermekeik:
- Zsolt (1972), a Zsigmond Király Főiskola kommunikáció szakán végzett. Lemezlovas, a Magyar Lemezlovas Egyesület elnöke, a Karc FM zenei igazgatója, műsorvezetője, újságíró, műsorvezető, kommentátor, véleményvezér.[8]
- Réka (1976), a Pázmány Péter Katolikus Egyetem angol szakán végzett, két gyermek édesanyja.

1995-ben a család visszavásárolta somlóhegyi szőlejét, ahol fia egy ideig borászkodással is foglalkozott, és ahol a család sok időt tölt. Egész életében rendszeresen sportolt, ma elsősorban evez a Dunán és vadvizeken. Legkedvesebb sportja a sízés. Még 1975-ben a Testnevelési Főiskolán sí segédedzői képesítést szerzett. Évtizedek óta tevékenykedik a börzsönyi Nagy-Hideg-hegy sípályáinak fejlesztésén. 2002–2011 között a Magyarországi Kárpát-egyesület elnöke volt.
2025. június 1-én célzott merényletet kíséreltek meg Jeszenszky Géza ellen, amikor őt és feleségét megtámadták budapesti otthonuk előtt. A merénylő mindkettőjükre kalapáccsal támadt. Jeszenszky életveszélyes koponyasérülést szenvedett, azonnal kórházba szállították, és sürgősségi műtéten esett át. A támadást követően a volt politikus felidézte, hogy az évek során többször is fenyegetést kapott, főként az 1993-as magyar–ukrán államközi szerződés miatt, amelyet külügyminiszterként ő hozott tető alá. Jeszenszky azt is elárulta, hogy valószínűleg ugyanaz a férfi 2023-ban már korábban is megtámadta, de a támadónak akkor sikerült elmenekülnie.
A volt külügyminiszter állapota egyelőre bizonytalan, mivel sebe június 10-én elfertőződött.

## Művei
- The Outlines of the History of International Relations in the 20th Century, Közgazdasági Továbbképző Intézet, Budapest, 1984
- Az elveszett presztízs. Magyarország megítélésének megváltozása Nagy-Britanniában, 1894–1918, Magvető Könyvkiadó, Budapest, 1986, ISBN 9631406539
- Az elveszett presztízs. Magyarország megítélésének megváltozása Nagy-Britanniában, 1894–1918, Magyar Szemle Alapítvány, Budapest, 1994, ISBN 9638517107
- The New (Post-Communist) Europe and Its Ethnic Problems, Kairosz, Budapest, 2005
- A politikus Antall József – az európai úton. Tanulmányok, esszék, emlékezések a kortársaktól, (szerk. Kapronczay Károllyal és Biernaczky Szilárddal), Mundus Magyar Egyetemi Kiadó, Budapest, 2006
- Csaba László–Jeszenszky Géza–Martonyi János: Helyünk a világban. A magyar külpolitika útja a 21. században; Éghajlat, Budapest, 2009 (Manréza-füzetek)
- Kísérlet a trianoni trauma orvoslására – Magyarország szomszédsági politikája a rendszerváltozás éveiben, Osiris Kiadó, Budapest, 2016, ISBN 9789632762722
- Jeszenszky Géza–Neidenbach Ákosː Lehet-e sízni a Kárpátok alatt? Képek a magyar sísport történetéből; Kairosz, Budapest, 2017
- Az elveszett presztízs. Magyarország megítélésének megváltozása Nagy-Britanniában, 1894–1918; 3. javított, bővített kiadás; Fekete Sas, Budapest, 2020
- Lost Prestige. Hungary's Changing Image in Britain 1894–1918; Helena History Press, s.l., 2020

## Díjai
- Eszék díszpolgára (1996)
- Lánchíd-díj (2010)
- Magyar Szabadságért díj (2022)

## Videófelvételek
- Jeszenszky Géza a Privátszférában Péterfi Judittal. – Youtube.com, Közzététel: 2018. június 3.
- rendszerváltás ! 2 Beszélgetés Dr. Jeszenszky Gézával. Cs. Szabó Béla szerkesztő-riporter és Neszveda Péter Kristály Média és Film – Youtube.com, Közzététel: 2023. március 25.
- Jeszenszky Géza: Az elmúlt 14 évben az ország szekere a szakadék felé tart. KLIKK TV – Youtube.com, Közzététel: 2024. május 2.